# Viggo Kalhauge
Sophus Viggo Harald Kalhauge (12. august 1840 i København – 19. februar 1905 smst) var en dansk komponist og organist. Faderen Joh. Christian Kalhauge var organist ved Vartov Kirke til sin død. Også farfaderen Niels Kalhauge var organist ved Frederikskirken og Helligåndskirken.
Viggo Kalhauge begyndte at komponere allerede som dreng, og en af hans salmer, der stadig optræder i salmebogen, Urolige hjerte, skrev han som 16-årig. Han fik bl.a. Peter Heise og Johann Christian Gebauer som lærere og blev 1872 ansat som faderens afløser i organistembedet ved Vartov Kirke, et embede han beholdt til sin død.

## Musikken
I 1876 udgav han en samling med 4-stemmige udsættelser af melodier til Grundtvigs Kirkesalmebog. Frem til 1907 udkom den i mange udgaver og flere tillæg. Desuden redigerede Kalhauge flere sangbøger for børn og voksne.
I 1868 modtog han Det anckerske Legat og rejste rundt i Europa for at studere musiklivet, og samme år skrev han en operette, Zouavens hjemkomst, der blev opført på Casino-teatret. Senere blev det til 2 andre sceneværker i samme genre, På krigsfod (1880) og Mantillen (1889), der begge blev opført på Det Kgl. Teater.
Hans musikalske produktion omfatter derudover et par ouverturer, 6 Lejlighedskantater, en række sange til tekster af bl.a. Robert Burns og Christian Richardt, nogle klaverstykker og en strygekvartetsats.